# Microsoft Neptune
Neptune va ser el criptònim per a una versió de Microsoft Windows en fase de desenvolupament en 1999. Sobre la base de Windows 2000, era per reemplaçar la sèrie Windows 9x i va ser programat per a ser la primera versió comercial de Windows construït sobre el codi de Windows NT.

## Història
Neptune s'assemblava en gran part de Windows 2000, però algunes de les noves característiques introduïdes, com el tallafocs, més tard es van integrar en Windows XP com Windows Firewall. Neptune va introduir una pantalla d'inici de sessió similar a la que posteriorment s'utilitza a Windows XP. Neptune també va experimentar amb un nou HTML i Win32 basat en interfície d'usuari originalment destinat a Windows ME, denominat Centres d'Activitats, per a les operacions de treball centrada.
Només un construcció Alfa de Neptune, 5111, va ser llançat als emprovadors sota un acord de no divulgació, i més tard va fer el seu camí a llocs diferents col·leccionistes beta i museus virtuals. La Build 5111 va incloure Centres d'Activitats, que es podrien instal·lar copiant ACCORE.DLL des del disc d'instal·lació en el disc dur i després córrer regsvr32 en ACCORE.DLL. Els centres contenien rastres de Windows ME, a continuació, el criptònim Millennium, però es van trencar a causa dels errors de JavaScript, enllaços i executables al joc, Fotos, Música i Centres de desapareguts. En resposta, alguns entusiastes de Windows han passat anys fixació dels Centres d'Activitat en la construcció 5111 prop del que pretén Microsoft.
A principis de 2000, Microsoft es va fusionar l'equip que treballa en Neptune amb aquest desenvolupament Windows Odyssey, l'actualització a Windows 2000 per als clients de negocis. L'equip combinat va treballar en un nou projecte amb nom en codi Whistler, que va ser llançat a finals de 2001 com Windows XP. Mentrestant, Microsoft va llançar un altre sistema operatiu basat basat en 9x domèstic anomenat Windows Me.
En el full de ruta per al desenvolupament primerenc de Neptune (que es mostra en els documents antimonopoli) hi havia cinc Service Packs planejats. En els documents antimonopoli de Microsoft, mostra que Neptune havia de tenir un successor anomenat Triton que seria una actualització menor amb molt pocs canvis en la interfície d'usuari i els service pack es van planificar per a això. Internament, el nom del projecte es capitalitzen com NepTune.